# Alife
Alife est une commune italienne d'environ 7 250 habitants (2022), située dans la province de Caserte, en Campanie, dans l'Italie méridionale.

## Histoire
Alife a des origines Osques ou Samnites. De 343 à -290, la cité fut en guerre contre la République romaine lors des guerres samnites, fut détruite puis rebâtie par les Romains. 
Au Moyen Âge, elle subit des sièges et des pillages, mais ne cessa d'être habitée. Elle fut évêché de 499 à 1986, année où tout en conservant le siège de l'évêque, le diocèse fut uni à celui de Caiazzo pour former le diocèse d'Alife-Caiazzo.

### Les Hospitaliers
Alife fut aussi le siège d'un comté qui fut tour à tour propriété de plusieurs familles seigneuriales, dont les Marzano (famiglia) (it), ainsi que de l'ordre de Saint-Jean de Jérusalem de 1324 à 1335, qui le vendit afin d'acheter des propriétés à Naples et Aversa.

## Culture

### Musées
- Musée archéologique de l'Antiquité d'Alife Site du Musée

## Administration
| Période                                  | Période | Identité | Étiquette | Qualité |
| ---------------------------------------- | ------- | -------- | --------- | ------- |
|                                          |         |          |           |         |
| Les données manquantes sont à compléter. |         |          |           |         |

### Hameaux
San Michele, Totari

### Communes limitrophes
Alvignano, Baia e Latina, Dragoni, Gioia Sannitica, Piedimonte Matese, San Potito Sannitico, Sant'Angelo d'Alife